# Pallavolo Pinerolo
La Pallavolo Pinerolo è una società pallavolistica femminile italiana con sede a Pinerolo: milita nel campionato di Serie A1.

## Rosa 2025-2026
| N° | Nome              | Ruolo | Data di nascita  | Nazionalità sportiva |
| -- | ----------------- | ----- | ---------------- | -------------------- |
| 1  | Ulrike Bridi      | P     | 24 luglio 1998   | Italia               |
| 2  | Annamarie Dodson  | C     | 7 maggio 2001    | Stati Uniti          |
| 3  | Adhuoljok Malual  | O     | 14 novembre 2000 | Italia               |
| 5  | Mija Šiftar       | S     | 9 febbraio 2006  | Slovenia             |
| 6  | Sofia D'Odorico   | S     | 6 gennaio 1997   | Italia               |
| 7  | Amandha Sylves    | C     | 29 dicembre 2000 | Francia              |
| 8  | Silvia Bussoli    | S     | 22 novembre 1993 | Italia               |
| 9  | Ilaria Battistoni | P     | 22 aprile 1996   | Italia               |
| 10 | Ilenia Moro       | S     | 5 febbraio 1999  | Italia               |
| 12 | Danielle Harbin   | O     | 2 settembre 1995 | Stati Uniti          |
| 15 | Rebecca Scialanca | L     | 29 maggio 2005   | Italia               |
| 18 | Yasmina Akrari    | L     | 31 agosto 1993   | Italia               |
| 21 | Hanna Hryškevič   | S     | 8 febbraio 2000  | Bielorussia          |